# Jędrzej Kociński
Jędrzej Kociński (ur. 28 lutego 1979) – polski fizyk i akustyk, doktor habilitowany nauk fizycznych; nauczyciel akademicki Uniwersytetu im. Adama Mickiewicza w Poznaniu.

## Życiorys
Studia z fizyki ukończył na poznańskim UAM w 2003. Stopień doktorski uzyskał w 2007 na podstawie pracy pt. Poprawa zrozumiałości mowy przy wykorzystaniu Ślepej Separacji Sygnałów (promotorem był prof. Aleksander Sęk). Habilitował się w 2018 na podstawie oceny dorobku naukowego i cyklu publikacji pt. Testy zrozumiałości mowy jako uniwersalne narzędzie do badania zmysłu słuchu oraz wybranych układów fizycznych.
Na macierzystym Wydziale Fizyki UAM pracuje jako adiunkt Instytutu Akustyki. Prowadzi zajęcia m.in. z akustyki budowlanej, podstaw analizy sygnałów oraz akustyki wnętrz. Swoje prace publikował m.in. w „Speech Communication", „Applied Acoustics" oraz „Archives of Acoustics". Należy do Polskiego Towarzystwa Akustycznego (PTA) oraz European Acoustics Association (EAA). 
Jest współtwórcą elektronicznego stetoskopu StethoMe.